# Бивер-Фолс (тауншип, Миннесота)
Бивер-Фолс (англ. Beaver Falls) — тауншип в округе Ренвилл, Миннесота, США. На 2000 год его население составило 331 человек.

## География
По данным Бюро переписи населения США площадь тауншипа составляет 70,3 км², из которых 70,1 км² занимает суша, а 0,2 км² — вода (0,26 %).

## Демография
По данным переписи населения 2000 года здесь находились 331 человек, 121 домохозяйство и 86 семей.  Плотность населения —  4,7 чел./км².  На территории тауншипа расположено 138 построек со средней плотностью 2,0 построек на один квадратный километр. Расовый состав населения: 87,61 % белых, 0,30 % афроамериканцев, 3,63 % коренных американцев, 0,60 % азиатов, 6,65 % — других рас США и 1,21 % приходится на две или более других рас. Испанцы или латиноамериканцы любой расы составляли 8,76 % от популяции тауншипа.
Из 121 домохозяйства в 39,7 % воспитывались дети до 18 лет, в 58,7 % проживали супружеские пары, в 9,9 % проживали незамужние женщины и в 28,1 % домохозяйств проживали несемейные люди. 22,3 % домохозяйств состояли из одного человека, при том 6,6 % из — одиноких пожилых людей старше 65 лет. Средний размер домохозяйства — 2,74, а семьи — 3,22 человека.
32,0 % населения — младше 18 лет, 10,9 % — в возрасте от 18 до 24 лет, 27,8 % — от 25 до 44, 20,8 % — от 45 до 64, и 8,5 % — старше 65 лет. Средний возраст — 31 год. На каждые 100 женщин приходилось 110,8 мужчин.  На каждые 100 женщин старше 18 приходилось 116,3 мужчин.
Средний годовой доход домохозяйства составлял 35 000 долларов, а средний годовой доход семьи —  41 250 долларов. Средний доход мужчин —  27 222  доллара, в то время как у женщин — 20 625. Доход на душу населения составил 14 430 долларов. За чертой бедности находились 7,5 % семей и 10,2 % всего населения тауншипа, из которых 12,1 % младше 18 лет.